# Each Time
Az Each Time című dal az angol fiúcsapat East 17 első kimásolt kislemeze a Resurrection című albumról. A dal az angol kislemezlista 2. helyéig jutott, de Top 10-es helyezést nem sikerült produkálnia.

## Megjelenések
12"  Urban – none
- A1	Each Time (Full Crew Remix) - 4:48 Remix – Full Crew
- A2	Each Time (K-Gee Remix) - 4:38 Remix – Karl "K-Gee" Gordon
- A3	Each Time (Full Crew Remix Instrumental) - 4:48 Remix – Full Crew
- B1	Each Time (Sunship Vocal Mix) - 5:51 Remix – Sunship
- B2	Each Time (Funk Force Low Pressure Funk Mix) - 7:52 Remix – Funk Force
- B3	Each Time (Album Edit) - 4:01

## Slágerlista
| Slágerlista (1998)                           | Legjobb helyezés |
| -------------------------------------------- | ---------------- |
| Ausztrália (ARIA)                            | 83               |
| Németország (Official German Charts)         | 30               |
| Írország (IRMA)                              | 9                |
| Hollandia (Dutch Top 40)                     | 92               |
| Svédország (Swerigetopplistan)               | 25               |
| Svájc (Schweizer Hitparade)                  | 20               |
| Egyesült Királyság (Official Charts Company) | 2                |